# Montello (Wisconsin)
Montello es una ciudad ubicada en el condado de Marquette en el estado estadounidense de Wisconsin. En el Censo de 2010 tenía una población de 1.495 habitantes y una densidad poblacional de 268,6 personas por km².

## Geografía
Montello se encuentra ubicada en las coordenadas 43°47′40″N 89°20′5″O / 43.79444, -89.33472. Según la Oficina del Censo de los Estados Unidos, Montello tiene una superficie total de 5.57 km², de la cual 4.93 km² corresponden a tierra firme y (11.35%) 0.63 km² es agua.

## Demografía
Según el censo de 2010, había 1.495 personas residiendo en Montello. La densidad de población era de 268,6 hab./km². De los 1.495 habitantes, Montello estaba compuesto por el 95.32% blancos, el 1.67% eran afroamericanos, el 0.94% eran amerindios, el 0.47% eran asiáticos, el 0% eran isleños del Pacífico, el 0.4% eran de otras razas y el 1.2% pertenecían a dos o más razas. Del total de la población el 2.88% eran hispanos o latinos de cualquier raza.